# Ekwador na letnich igrzyskach olimpijskich
Ekwador wystartował po raz pierwszy na letnich IO w 1924 roku na igrzyskach w Paryżu. Następny start miał miejsce 44 lata później w Meksyku i od tamtej pory reprezentacja Ekwadoru wystartowała na wszystkich igrzyskach. Pierwsze medale dla Ekwadoru zdobył chodziarz Jefferson Pérez (złoto w 1996 i srebro w 2008). Do 2021 były to jedyne medale zdobyte przez reprezentantów Ekwadoru.

## Klasyfikacja medalowa
| Olimpiada           | Złoto | Srebro | Brąz | Razem |
| ------------------- | ----- | ------ | ---- | ----- |
| 1924 Paryż          | 0     | 0      | 0    | 0     |
| 1968 Meksyk         | 0     | 0      | 0    | 0     |
| 1972 Monachium      | 0     | 0      | 0    | 0     |
| 1976 Montreal       | 0     | 0      | 0    | 0     |
| 1980 Moskwa         | 0     | 0      | 0    | 0     |
| 1984 Los Angeles    | 0     | 0      | 0    | 0     |
| 1988 Seul           | 0     | 0      | 0    | 0     |
| 1992 Barcelona      | 0     | 0      | 0    | 0     |
| 1996 Atlanta        | 1     | 0      | 0    | 1     |
| 2000 Sydney         | 0     | 0      | 0    | 0     |
| 2004 Ateny          | 0     | 0      | 0    | 0     |
| 2008 Pekin          | 0     | 1      | 0    | 1     |
| 2012 Londyn         | 0     | 0      | 0    | 0     |
| 2016 Rio de Janeiro | 0     | 0      | 0    | 0     |
| 2020 Tokio          | 2     | 1      | 0    | 3     |
| Razem               | 3     | 2      | 0    | 5     |

### Według dyscyplin
| Dyscyplina           | Złoto | Srebro | Brąz | Razem |
| -------------------- | ----- | ------ | ---- | ----- |
| Lekkoatletyka        | 1     | 1      | -    | 2     |
| Podnoszenie ciężarów | 1     | 1      | -    | 2     |
| Kolarstwo            | 1     | –      | -    | 1     |
| Razem                | 3     | 2      | 0    | 5     |